# Nicolas Bazin
Nicolas Bazin (Villiers-le-Bel, 9 juni 1983) is een Frans ex-wielrenner, zijn belangrijkste resultaten behaalde hij in het Veldrijden.

## Palmares

### Veldrijden
| Seizoen   | Wereldbeker | Challenge National | FK    | WK  | Overige                                                                  | Totaal aantal zeges |
| --------- | ----------- | ------------------ | ----- | --- | ------------------------------------------------------------------------ | ------------------- |
| 2006-2007 |             |                    | 6e    |     |                                                                          | 0                   |
| 2007-2008 |             |                    | 6e    | 41e |                                                                          | 0                   |
| 2008-2009 |             |                    |       | 24e | Kirkby Mallory                                                           | 1                   |
| 2009-2010 |             |                    | Brons | 12e | Kirkby Mallory                                                           | 1                   |
| 2010-2011 |             |                    | 5e    |     | Nommay, Kirkby Mallory                                                   | 2                   |
| 2011-2012 |             |                    |       | DNS | Williston, Rochester                                                     | 2                   |
| 2012-2013 |             |                    | 6e    | DNS | Rochester I, Rochester II, Williston, Baltimore I, Baltimore II, Pétange | 6                   |
| 2013-2014 |             |                    | Brons | 15e |                                                                          | 0                   |
| 2014-2015 |             |                    | 19e   | DNS |                                                                          | 0                   |
| 2015-2016 |             |                    | 12e   | DNS |                                                                          | 0                   |
|           |             |                    |       |     |                                                                          |                     |
| Totaal    | 0           | 0                  | 0     | 0   | 12                                                                       | 12                  |